# Ledprotes
En ledprotes är ett ortopediskt implantat som används för att byta ut en nedsliten eller på annat sätt skadad led.

## Protestyper
- Knäprotes
- Höftprotes
- Handledsprotes
- Armbågsprotes
- Axelprotes

## Indikationer
Huvuddelen av alla proteser sätts p.g.a. artros(ledförslitning), ett tillstånd där ledbrosket bryts ner vilket orsakar smärta, instabilitet och ibland upphakningar i den påverkade leden. Man kan behandla reumatiska leder för att återge rörlighet och funktion. Vissa medfödda eller förvärvade missbildningar i höften kan åtgärdas med protes.

## Operation och efterförlopp
- Höftprotes - Operationen tar ca 1,5 - 2 timmar. Görs oftast i ryggbedövning. Patienten kan i allmänhet belasta på protesen direkt efter operationen, i praktiken tar det ofta något dygn innan man kommer upp från sängen och kan börja rörelseträna. Nya smärtlindringsmetoder har gjort att man nu ofta kan komma upp och uppmuntras till detta redan samma dag som operation.
- Knäprotes - Operationen tar ca 1,5 timmar. Görs oftast i ryggbedövning samt s.k. blodtomt fält. Kortare rehabilitering än efter höftprotes.

## Komplikationer
- Infektioner är den mest fruktade komplikationen och drabbar cirka 0,5% av höftproteser och 1% av knäproteserna. Vid behandling av en protesinfektion är det avgörande att tidigt behandla infektionen. Om infektionen inte upptäcks i tid tvingas man ofta operera bort protesen för att infektionen ska kunna läka ut. En ny protes får därefter sättas in i ett senare skede, ett så kallat 2-seans protesbyte. Protesbyte i 1-seans förfarande är förknippat med något lägre framgång.
- Felställningar samt benlängdskillnader kan uppkomma. Det är inte alltid en benlängdskillnad uppmätt på röntgen får någon praktisk betydelse för patienten. Vinkelfelställningar kan leda till återkommande protesluxationer eller ökat slitage på protesen.
- Protesluxation - Proteser kan "hoppa ur led", vanligast tidigt efter operationen då ledkapseln fortfarande är skadad och uttänjd. En luxation ökar risken för nya luxationer. Vissa rörelser ökar risken för luxation, en höftprotesopererad får till exempel aldrig korsa benen eller huksitta om operatören lagt ett bakre snitt vid operationen. Ett patient med ett främre snitt får istället inte ligga raklång (extenderad höft) och utåtrotera höften. Ett bakre snitt har något högre risk för protesluxation, dock innebär ett främre snitt ett mer komplicerat kirurgiskt ingrepp.
- Protesbrott/avlossning - Proteser är tillverkade i titan eller stållegeringar, slitytorna kan vara plast, metall eller keram. Med tiden uppstår materialutmattning, materialutmattning kan även ske i det omkringliggande benet om protesen ej ligger helt korrekt. Vid brott på protesen eller avlossning tvingas man ofta operera om akut med insättning av en ny protes.